# GoEast
GoEast – Festiwal Filmów Centralnej i Wschodniej Europy (niem.: goEast – Festival des mittel- und osteuropäischen Films) – festiwal filmowy odbywający się w Wiesbaden w Niemczech od 2001 roku.

## Kolejne edycje festiwalu
- 13. – 10–16 kwietnia 2013
- 14. – 09–15 kwietnia 2014
- 15. – 22–28 kwietnia 2015
- 16. – 20–26 kwietnia 2016

## Nagrody

### 2001
- Najlepszy film: ex aequo Duże zwierzę (reż.: Jerzy Stuhr), Ludzie drugiej kategorii (reż.: Kira Muratowa),
- Najlepszy reżyser: Péter Gothár(inne języki) za film Paszport,

### 2002
- Najlepszy film: Cześć Tereska (reż.: Robert Gliński),
- Nagroda Hertie Foundation - najlepszy film dokumentalny : Radost na Životot (reż.: Svetozar Ristovski(inne języki)),
- Najlepszy reżyser: Vojka Anzeljc za film Zadnja Večerja,
- Nagroda Specjalna jury: Filantropia (reż.: Nae Caranfil),

### 2003
- Najlepszy film: Klucz do określania karłów (reż.: Martin Šulík),
- Nagroda Hertie Foundation - najlepszy film dokumentalny : Hljab nad ogradata (reż.: Stephan Komandarev(inne języki)),
- Najlepszy reżyser: Lívia Gyarmathy(inne języki) za film Táncrend,
- Nagroda FIPRESCI - Międzynarodowego Stowarzyszenia Krytyków Filmowych: Nocne ćmy (reż.: Bence Miklauzič(inne języki)),

### 2004
- Najlepszy film: Koktebel (reż.: Boris Chlebnikow, Aleksiej Popogriebski),
- Nagroda Hertie Foundation - najlepszy film dokumentalny : Azbuka na nadejdata (reż.: Stephan Komandarev(inne języki)),
- Najlepszy reżyser: Benedek Fliegauf za film Dealer,
- Nagroda FIPRESCI - Międzynarodowego Stowarzyszenia Krytyków Filmowych: Pogoda na jutro (reż.: Jerzy Stuhr),

### 2005
- Złota Lilia - najlepszy film: Stroiciel (reż.: Kira Muratowa),
- Nagroda Hertie Foundation - najlepszy film dokumentalny : Lijepa Dyana (reż.: Boris Mitić(inne języki)),
- Najlepszy reżyser: Małgorzata Szumowska za film Ono,
- Nagroda FIPRESCI - Międzynarodowego Stowarzyszenia Krytyków Filmowych: Kaladan kelgen kyz (reż.: Rustem Abdrašov),

### 2006
- Złota Lilia - najlepszy film: Tbilisi-Tbilisi(inne języki) (reż.: Levan Zakarejšvili),
- Nagroda Hertie Foundation - najlepszy film dokumentalny : Facing the Day (reż.: Ivona Juka(inne języki)),
- Najlepszy reżyser: Aleksiej German młodszy za film Garpastum,
- Nagroda Ministerstwa Spraw Zagranicznych Niemiec: A halál kilovagolt Perzsiából (reż.: Putyi Horváth(inne języki)),
- Nagroda FIPRESCI - Międzynarodowego Stowarzyszenia Krytyków Filmowych: Słoneczne miasto (reż.: Martin Šulík),

### 2007
- Złota Lilia - najlepszy film: Euforia (reż.: Iwan Wyrypajew),
- Nagroda Hertie Foundation - najlepszy film dokumentalny : Jak to się robi (reż.: Marcel Łoziński),
- Najlepszy reżyser: Srdan Golubović(inne języki) za film Klopka,
- Nagroda Ministerstwa Spraw Zagranicznych Niemiec: Armin (reż.: Ognjen Sviličić),
- Wyróżnienia: Udając ofiarę (reż.: Kiriłł Sieriebriennikow) oraz Emir Hadžihafisbegović za rolę w filmie Armin,
- Nagroda FIPRESCI - Międzynarodowego Stowarzyszenia Krytyków Filmowych: Klopka (reż.: Srdan Golubović(inne języki)),

### 2008
- Złota Lilia - najlepszy film: Magnus (reż.: Kadri Kõusaar(inne języki)),
- Nagroda fundacji Pamięć i Przyszłość - najlepszy film dokumentalny : Kwietny most (reż.: Thomas Ciulei(inne języki)),
- Nagroda miasta Wiesbaden - najlepszy reżyser: Stefan Arsenijević(inne języki) za film Miłość i inne zbrodnie,
- Nagroda Ministerstwa Spraw Zagranicznych Niemiec: Bilja rički (reż.: Jewa Nejman),
- Wyróżnienia: Proste sprawy (reż.: Aleksiej Popogriebski) oraz Problemat s komarite i drugi istorii (reż.: Andrej Paunov(inne języki)),
- Nagroda FIPRESCI - Międzynarodowego Stowarzyszenia Krytyków Filmowych: Magnus (reż.: Kadri Kõusaar(inne języki)),
- Nagroda Reinharda Kämpfa: Kwietny most (reż.: Thomas Ciulei(inne języki)),

### 2009
- Złota Lilia - najlepszy film: Drugi brzeg (reż.: George Ovashvili(inne języki)),
- Nagroda miasta Wiesbaden - najlepszy reżyser: Boris Chlebnikow za film Zwariowana pomoc,
- Nagroda fundacji Pamięć i Przyszłość - najlepszy film dokumentalny : Kocham Polskę (reż.: Joanna Sławińska, Maria Zmarz-Koczanowicz),
- Nagroda Ministerstwa Spraw Zagranicznych Niemiec: Morfina (reż.: Aleksiej Bałabanow),
- Wyróżnienia: Andreea Boşneag(inne języki) za rolę w Najszczęśliwsza dziewczyna na świecie oraz Zift (reż.: Javor Gardev(inne języki)),
- Nagroda FIPRESCI - Międzynarodowego Stowarzyszenia Krytyków Filmowych: Drugi brzeg (reż.: George Ovashvili(inne języki)),

### 2010
- Złota Lilia - najlepszy film: Dni ulicy (reż.: Levan Koguashvil(inne języki)),
- Nagroda miasta Wiesbaden - najlepszy reżyser: József Pacskovszky(inne języki) za film Dni pożądania,
- Nagroda fundacji Pamięć i Przyszłość - najlepszy film dokumentalny : Oy mama (reż.: Orna Ben Dor, Noa Maiman(inne języki)),
- Nagroda Ministerstwa Spraw Zagranicznych Niemiec: Jak spędziłem koniec lata (reż.: Aleksiej Popogriebski),
- Wyróżnienia: Victor Rebengiuc za rolę w filmie Medal honorowy oraz Glubinka 34x45 (reż.: Evgeniy Solomin),
- Nagroda FIPRESCI - Międzynarodowego Stowarzyszenia Krytyków Filmowych: Jak spędziłem koniec lata (reż.: Aleksiej Popogriebski),

### 2011
- Złota Lilia - najlepszy film: Palacz (reż.: Aleksiej Bałabanow),
- Nagroda fundacji Pamięć i Przyszłość - najlepszy film dokumentalny: Koniec lata (reż.: Piotr Stasik),
- Nagroda miasta Wiesbaden - najlepszy reżyser: Marian Crişan(inne języki) za film Morgen,
- Nagroda Ministerstwa Spraw Zagranicznych Niemiec: Gorelovka (reż.: Alexander Kviria),
- Wyróżnienia: Katka (reż.: Helena Třeštíková) oraz Aurora (reż.: Cristi Puiu),
- Nagroda FIPRESCI - Palacz (reż.: Aleksiej Bałabanow).

### 2012
- Złota Lilia - najlepszy film: Żyć (reż.: Wasilij Sigarew),
- Nagroda fundacji Pamięć i Przyszłość - najlepszy film dokumentalny: Revision (reż.: Philip Scheffner(inne języki)),
- Nagroda miasta Wiesbaden - najlepszy reżyser: Konstantin Bojanov(inne języki) za film Avé,
- Nagroda Ministerstwa Spraw Zagranicznych Niemiec: Ray dlya Mamy (reż.: Alexander Kviria),
- Wyróżnienia: Netavi iq Teatri aris?! (reż.: Nana Janelidze(inne języki)),
- Nagroda FIPRESCI - Żyć (reż.: Wasilij Sigarew).